# Gioacchino (vascello)
Il Gioacchino è stato un vascello in servizio tra il 1813 e il 1815 nella Marina del Regno di Napoli, e tra il dicembre 1815 e il 1820 nella Real Marina del Regno delle Due Sicilie.

## Storia
Il vascello da 74 cannoni Gioacchino, appartenenti alla sottoclasse Danube della Classe Téméraire, era una delle tre unità commissionate per entrare in servizio nella Marina del Regno di Napoli sotto il regni di Giuseppe Bonaparte e di Gioacchino Murat (decennio francese, 1806-1816).
Il varo presso il cantiere navale di Castellammare di Stabia del vascello Capri colpì sull'Imperatore Napoleone I che il 18
settembre 1810 scrisse al Ministro della Marina Denis Decrès che il re di Napoli aveva varato una unità molto buona. Aggiungeva nella lettera, in tono critico, Mi dicono che vi ha impiegato legname sufficiente per un tre ponti. Deve costruire altri due vascelli ma non ha il denaro, si potrebbe farli costruire per conto della Francia ed armare la nave con ufficiali francesi e marinai napoletani. Bonaparte chiedeva inoltre se entro l'anno successivo era possibile far costruire a Napoli e Castellammare altri due vascelli, uno da 74 e uno da 80. Il 2 ottobre l'Imperatore rivolse la domanda direttamente a Murat, il quale comunicò che era possibile costruire in un anno una fregata a Napoli e 3 unità a Castellammare (vascello, fregata e corvetta). Il 18 novembre Napoleone insistette dicendo: riesce difficile credere che, invece di una fregata, non si possa fare un altro vascello, e lo stesso a Napoli, e notò che gli ingegneri francesi sprecavano lo spazio dei cantieri, in Olanda ne bastava molto meno. Propose di costruire un vascello e una fregata per conto della Francia, facendo venire alberi e artiglieria dal porto di Tolone. In dicembre il Monitore Napoletano diede notizia che il re aveva ordinato di impostare un nuovo vascello da 74 a Castellammare, ma l'Imperatore il 26 febbraio 1811 ordinò a Decrès di chiedere al collega napoletano la costruzione di un vascello e una fregata per conto della Francia e di inviargli i modelli: anticipo di 4/24 alla firma dell'accordo, il resto in rate mensili, consegna entro il 1812.
La notizia del varo della fregata Carolina, avvenuto a Napoli il 16 giugno 1811, con la nave che inalberava  per la prima volta il nuovo vessillo nazionale napoletano adottato in marzo al posto del tricolore francese, convinse Napoleone che Murat non intendeva onorare l'articolo 12 del trattato di Baiona, e lo mandò su tutte le furie. Il giorno 26 dello stesso mese, da Saint-Cloud, scrisse due biglietti al Ministro degli esteri Hugues-Bernard Maret, incaricandolo di presentargli un progetto di nota diplomatica per informare la corte di Napoli che avrebbe considerato nullo il trattato di Baiona se non prendevano misure per far costruire due vascelli all'anno e adempiere agli obblighi imposti dall’art. 12 del trattato. Al ministro degli esteri Marzio Mastrilli Duca di Gallo e all'ambasciatore napoletano a Parigi bisognava spiegare perentoriamente, a voce, che il Regno di Napoli non faceva nulla per la Francia. Il 23 agosto, sempre da Saint-Cloud, l'Imperatore scrisse a Maret di inoltrare la nota diplomatica per Napoli, con qualche modifica, chiedendo che al posto dei sei vascelli Murat fornisse alla Francia almeno sei equipaggi; e facesse sapere quando sarebbe partito per Tolone il vascello già pronto a Napoli. La nota, seguita dal richiamo in Patria di La Fosse, fece effetto su Murat che si impegnò a onorare il trattato di Baiona e fece pubblicare sul Monitore Napoletano dell'11 ottobre un bando di appalto per la fornitura di materiali occorrenti alla costruzione di un vascello e una fregata da iniziare il 1 aprile 1812.
Fece inoltre dare notizia delle sue visite ai cantieri di Castellammare e Napoli; dell’attacco inglese, sotto Positano, ad un convoglio di legname; e del trasporto via terra, da Barletta, di quello occorrente per l'alberatura delle navi varate. Il 7 novembre il Monitore Napoletano pubblicò il decreto sulla leva di 3 000 marinai, pari a sei equipaggi completi. Il 17 novembre l'Imperatore scrisse da Saint Cloud in tono più conciliante, elogiando Murat per aver voluto dare la prova di essere davvero il Grande ammiraglio dell'Impero francese. Il 18 scrisse a Maret di concertarsi con Decrès circa la risposta da dare alle richieste arrivate da Napoli: l'idea di vendere le navi non è ammissibile; ma gli equipaggi napoletani potevano essere ricevuti su tre navi francesi, che sarebbero state sostituite da navi napoletane. Queste navi, pur appartenendo alla Francia, batterebbero bandiera napoletana.
Impostato nel settembre 1810 presso il cantiere navale di Castellammare di Stabia sotto al direzione degli ingegneri Jean-François La Fosse e Philippe Greslé su piani costruttivi di Jacques Noël Sané, il vascello da 74 cannoni Gioacchino fu varato il 1 agosto 1812, entrando in servizio nel maggio 1813. 
Il vascello era costruito con scafo in legno dotato di carena foderata in rame, ed aveva tre ponti. I 74 cannoni ad avancarica ed a canna liscia, erano sistemati in batteria: una scoperta sul ponte e due coperte. Possedeva tre alberi a vele quadre (trinchetto, maestro, mezzana) e il bompresso a prua (albero sporgente e inclinato di circa 30° rispetto alla superficie del mare). Nessuno dei due vascelli e delle due fregate costruite per la Marina del Regno di Napoli partì mai per la Francia. 
Con la contemporanea sconfitta di Gioacchino Murat, nell'aprile 1815 si consegnarono agli inglesi due vascelli, il Capri e il Gioacchino, una corvetta, due schooner, 24 cannoniere e le due fregate, che furono successivamente cedute alla Armata di Mare del Regno delle Due Sicilie.
Nel giugno 1815 re Ferdinando rientrò a Napoli da Palermo insieme alla Marina borbonica.  Nel dicembre 1815 il vascello Gioacchino fu riconsegnato alla Marina del Regno delle Due Sicilie e fu subito rinominato San Ferdinando. L'unità rimase irreparabilmente danneggiata da un incendio il 10 maggio 1820, e fu venduta per la demolizione, avvenuta nel 1821.

### Fonti
1. ↑  Tree Decks.
2. ↑  Tree Decks.
3. 1 2 3 4 5  Libero Ricercatore.
4. 1 2 3 4 5 6 7 8 9 10 11 12 13 14 15 16  centotredicesimo.
5. ↑  Demerliac 2004, p. 76.